# Турецко-персидская война (1603—1618)
Турецко-персидская война 1603—1618 годов — вооружённый конфликт между Османской империей и сефевидской Персией.

## Предыстория
Проиграв в 1590 году войну Османской империи, персидский шах Аббас I Великий после подписания Стамбульского договора принялся за укрепление своей армии. Воспользовавшись тем, что Османская империя оказалась вовлечена в длительную войну с Габсбургами, а в Анатолии началось восстание Джелали, он сформировал элитный корпус, состоявший из подчинявшихся только ему людей — аналог турецких янычар. Когда в 1603 году к преследовавшим Османскую империю несчастьям добавилась ещё и смерть султана Мехмеда III, шах Аббас решил возобновить военные действия.

## Ход войны

### Первая фаза
Юсуф Синан-паша обнаружил, что в результате «тактики выжженной земли» приграничная зона обезлюдела и была лишена каких-либо запасов продовольствия. На зиму турецкие войска расположились в Диярбакыре и Ване, подверглись там нападению персов и были вынуждены отступить в Эрзурум. В мае 1605 года состоялось  сражение под Тебризом, в котором османская армия была разбита персами. В последующие годы Османская империя сосредоточилась на решении внутренних проблем в Малой Азии, а персы изгоняли османские гарнизоны из оставшихся турецких опорных пунктов на Кавказе и в Азербайджане.

### Вторая фаза
Кроме того, шах взял под стражу османского посланника при своём дворе.
В 1614 году был казнён Насух-паша, который был сторонником мира с Персией, и новым великим визирем стал Окюз Мехмед-паша. В августе 1616 года великий визирь во главе большой армии подошёл к стенам Еревана, однако осада закончилась неудачей, и Мехмед-паша был смещён с должности. На фронт вместо Мехмед-паши был отправлен новый великий визирь Марашлы Халиль-паша. Он двинулся на восток и захватил Тебриз, а затем пошёл на Ардебиль, но попал в засаду персидских войск и потерял пятнадцать тысяч человек.

## Итоги
Заключённый в сентябре 1618 года правительством Османа Второго Серавский мир в целом подтвердил договор Насух-паши. Таким образом, в результате войны Персия вернула себе северо-западные районы страны, включая Закавказье.